# Государственная академия художественных наук
Государственная академия художественных наук (ГАХН) — научно-исследовательское учреждение РСФСР, действовало в Москве в 1921—1931 годах.

## Общая информация
Государственная академия художественных наук (ГАХН, с 1921 по 1925 гг. Российская академия художественных наук — РАХН) — научно-художественный институт, созданный в России в 1921 г. и имеющий своей целью «всестороннее исследование всех видов искусств и художественной культуры» (§ 1. Устава ГАХН), а также призванный объединить собой различные институты, изучающие отдельные отрасли искусств (Государственный институт театроведения, Государственный институт музыкальной науки, Институт художественной культуры, Институт литературы и критики и др.).
Инициаторы академии, прежде всего В. В. Кандинский, а также А. А. Сидоров, А. А. Шеншин, Н. Е. Успенский, А. Г. Габричевский, Г. Г. Шпет рассматривали в качестве её основной задачи «синтез» науки и искусства, то есть использование научных подходов и методов для изучения и развития отдельных видов искусств, создания теории искусства и, в этой связи, создания новой терминологии художественных наук.
По замыслу же А. В. Луначарского, поддержанного П. С. Коганом, академия должна была стать главным научным учреждением, посвящённым искусствоведению и занимающимся экспертизой по вопросам культурной и научно-художественной жизни страны. Поскольку советская власть признавала значительную роль искусства и культуры в формировании общественной идеологии и консолидации общества, постольку создание органа, работающего в системе государства и «могущего быть для государства опорным авторитетом в вопросах искусства, художественной жизни и просветительно-художественной политики», являлось для неё первостепенной задачей.

## Цели и задачи академии
Образованная 16 июня 1921 года Научно-художественная комиссия при Главном художественном комитете Наркомпроса стала отправной точкой в создании ГАХН. Комиссия должна была заниматься разработкой теоретических вопросов, связанных со всеми видами искусства, их синтезом и координацией. «В задачи её входила разработка планов и организация учёно-художественных учреждений, самостоятельное исследование вопросов искусства (в частности, проблем искусства, выдвинутых в эпоху Октябрьской революции)».
Комиссия действовала до 13 октября 1921 г. Результатом её работы стало определение целей и задач академии, а также основных принципов её деятельности.
Положение об академии вступило в силу 7 октября 1921 г., когда председатель Академического центра Наркомпроса М. Н. Покровский утвердил первоначальный состав академии. Тогда же был утверждён первый вариант её Устава. Во втором варианте, утверждённом 5 августа 1926 г., задачи академии определяются следующим образом:
1. «синтезирование искусствоведческих наук в трёх основных направлениях: социологическом, психофизическом и философском;
2. тесное сближение с современностью в научном исследовании и практической деятельности;
3. вовлечение в искусствоведческую работу молодого поколения научных деятелей;
4. установление в качестве основного типа работы коллективной, осуществляемой по общему производственному плану, углубляя вместе с тем исследования в сторону их специализации и стремясь обеспечить своим сотрудникам осуществление их индивидуальных научных замыслов»[5].

Для осуществления поставленных задач в рамках ГАХН были открыты различные филиалы и создан ряд вспомогательных научных учреждений, созданы библиотека, лаборатории и кабинеты (психофизическая и хореологическая лаборатории, фото- и кинокабинеты, кабинет изучения революционного искусства Запада, кабинет современной русской литературы, ряд ассоциаций, таких, как Ассоциация художников революционной России, Ассоциация современной музыки, ассоциации по изучению творчества Блока, Достоевского и др., ассоциация по изучению примитивного искусства и пр.). В рамках этих структурных подразделений организовывались эксперименты, экскурсии и выставки, научные экспедиции и командировки, публичные лекции и собрания, общей целью которых было развитие и распространение научного знания об искусстве.
Результатом, по словам Б. Горнунга, стала организация, «постепенно централизовавшая культурную творческую жизнь Москвы без малейшего намёка на учрежденческий бюрократизм, несмотря на наличие в ней штатов, смет, зарплаты, отпусков, командировок и т п., и не упразднившая вольную жизнь разного рода частных кружков и объединений, тяготевших к ней, но не терявших своей самостоятельности и своего лица».

## Административная структура ГАХН

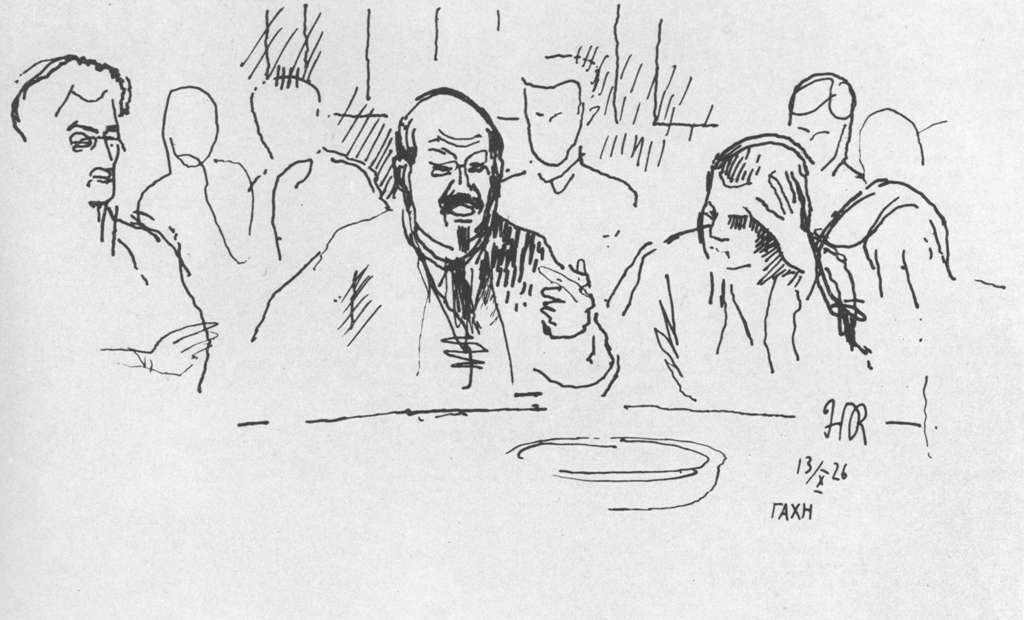
Н. Н. Купреянов. Заседание в Гос. академии художественных наук
А. Луначарский, Л. Бруни, П. Коган

### Президиум
Президент: Коган, Пётр Семёнович
Вице-президенты: Кандинский, Василий Васильевич; позднее Пиксанов, Николай Кирьякович (с мая 1923 — избран 19-го); и затем Шпет, Густав Густавович (с ноября 1924 — избран 23-го);
Учёный секретарь — А. И. Кондратьев, позднее А. А. Сидоров (с 15 мая 1924);

### Правление (на 1923 год)
Председатель — Коган, Пётр Семёнович
Заместитель — Пиксанов, Николай Кирьякович
Секретарь — А. И. Кондратьев
Члены (на 1923 год): Бакушинский, Анатолий Васильевич; А. М. Родионов; Сабанеев, Леонид Леонидович; Фриче, Владимир Максимович; Шпет, Густав Густавович; Эфрос, Николай Ефимович.

### Административное управление
Финансовый, хозяйственный, информационный отделы, общая канцелярия, секретариат.

## Научная структура
Синтетический характер подхода, заложенный в основу академии, выражался и в её структуре. Для осуществления исследовательской работы при академии было создано три отделения: физико-психологическое, социологическое и философское. Каждым отделением руководил президиум в составе председателя, заместителя председателя, секретаря и двух-трёх членов президиума. При этом первоначально разработанная структура академии подвергалась постоянным изменениям. Это было связано с тем, что в разные периоды времени разные подразделения академии брали на себя ведущие функции, в результате чего некоторые ведущие направления исследования переходили из ведения одного отделения в ведение другого.
На начальном этапе деятельности ГАХН следовала принципу интерференции и создавала междисциплинарный научный подход в исследованиях культуры, причём одна из основополагающих ролей отводилась вопросам психологии искусства (в первые два года работы академии три четверти докладов были прочитаны на Физико-психологическом отделении).

### Физико-психологическое отделение
Председатели: В. В. Кандинский (1921 г.), А. В. Бакушинский (1922—1925 гг.), В. М. Экземплярский (1925—1930 гг.)
Это первое по времени отделение академии, которое возникло ещё летом 1921 г. в рамках Научно-художественной комиссии. Представители отделения развивали основной принцип, положенный в основу концепции ГАХН — синтез разных направлений искусства. Многие исследования проводились совместными силами наук об искусстве и позитивной науки, то есть основываясь на экспериментальном изучении искусства. Члены отделения изучали воздействие искусства на человека. В. М. Экземплярский и Г. И. Челпанов исследовали проблемы восприятия пространства и вопросы эстетических переживаний. Челпанов анализировал психологические и психофизические причины появления эстетического удовольствия, связывая процесс восприятия искусства, как с сознательной работой мышления, так и с бессознательными психическими процессами. В отделении проводились исследования примитивного искусства, творчества душевнобольных, детского творчества и пр.. В первые годы ГАХН деятельность отделения отличалась наибольшей интенсивностью. Однако в дальнейшем основной метод экспериментальной психологии перестал удовлетворять запросам исследователей, и с 1923 г. часть вопросов, в частности, психологической теории искусства, перешли в ведение Философского отделения.

### Философское отделение
Председатели: Г. Г. Шпет (1922—1925), А. Г. Габричевский (1925—1927)
Последнее по времени создания, Философское отделение возникло в начале 1922 г. Отделение занималось изучением принципиальных и методологических вопросов художественных наук в целом и в частности — эстетики.
Работа отделения была сфокусирована вокруг нескольких ключевых тем, которые исследовались как в теоретическом, так и в историческом аспекте:
- Определение задач и функций эстетики и философии искусства в отграничении от вопросов общего и специального искусствознания;
- Разработка принципов феноменологического и герменевтического подходов к изучению искусства и его истории («структурно-герменевтический подход»);
- Анализ основных понятий исследования искусства («время», «внутренняя форма», «образ», «стиль», «произведение» и др.);
- Формулировка методологических принципов специальных художественных наук (литературоведения, наук о пространственных искусствах, исследований театра, кино, музыки);
- Исследование основных этапов истории эстетики[18].

Круг исследователей, сложившийся на философском отделении под руководством Г. Г. Шпета, был сплочён единством научного замысла, которое можно назвать «структурно-герменевтическим подходом» в изучении искусства. Этот подход развивает интерпретацию искусства как «языка» визуальных, словесных, звуковых и т. п. форм и продолжает направление западноевропейского формального анализа искусства, идущего от К. Фидлера, А. Гильдебрандта и Г. Вельфлина. В силу близости философских и искусствоведческих исследований ГАХН западноевропейскому формализму, они получили общее наименование «формально-философской школы».
Представители Философского отделения подготовили ряд публикаций, посвящённых теории художественной формы, теории языка искусства, искусству портрета. На базе отделения готовилось издание «Словаря художественной терминологии».

### Социологическое отделение
Председатели: В. М. Фриче (1921—1923), Л. И. Аксельрод (1923—1931)
В этом отделении изучалось социальное происхождение и значение искусства. Представители отделения исследовали социальный контекст искусства и разрабатывали методы социологического анализа художественных произведений. Большое внимание уделялось разработке марксистского понимания искусства. Однако в ходе дальнейших дискуссий социологический подход к анализу искусства главных представителей отделения (В. М. Фриче, Б. И. Арватов, В. Ф. Переверзев) был признан «механистическим» и «вульгарным».
Изучение различных видов искусств протекало внутри секций. Руководство секциями осуществлялось президиумом с таким же составом, как и в отделениях. Внутри каждой секции образовывались отделы, комиссии, группы и др. организационные структуры.

### Литературная секция
Председатель — М. О. Гершензон (1921—1925), Н. К. Пиксанов (1925—1931)
Эта секция изучала школы и направления литературы, а также творчество отдельных писателей. Наиболее важными темами были изучение композиции и стиля художественных произведений, историко-литературный анализ, издание научно-комментированных произведений русской литературы и переводов мировой литературы.
Подсекция теоретической поэтики объединяла работы по формальному анализу литературы, среди которых наибольшую известность получили исследования Б. И. Ярхо по методологии точного литературоведения, а также М. А. Петровского по морфологическому анализу литературы.
Значительный вклад в литературоведение внесли также работы подсекции русской литературы, главной задачей которой на протяжении всей её деятельности было изучение раннего символизма. В рамках деятельности литературной секции готовился словарь «Писатели современной эпохи», первый том которого был, однако, запрещён вскоре после выхода в 1928 г..
В исследованиях теорий русского формализма и авангарда сложился образ ГАХН как «консервативного» учреждения, а подход к вопросам литературы и искусства в ГАХН считается антиформалистским, то есть противоположным по замыслу идеям художественного авангарда и конструктивизма. При этом следует учитывать, что исследования учёных ГАХН в большей степени ориентируются на направления западноевропейского формализма, занимая критическую дистанцию к работам ОПОЯЗа и русских формалистов.

### Театральная секция
Председатель — Н. Е. Эфрос (1922—1923), позднее В. А. Филиппов
Секция была образована в результате присоединения к академии института театроведения. Её представители изучали рукописные материалы театрального музея им. А. А. Бахрушина, в первую очередь мемуары. Одной из практических задач секции была разработка анкеты по психологии актёрского творчества и обработка заполненных анкет. Внутри театральной секции наблюдалось сопротивление исследованиям теории театра и категориям анализа театрального искусства. Основная полемика развернулась между теоретиками театрального искусства и практиками, которые считали, что все театральное искусство строится исключительно на игре переживаний человека и его невозможно анализировать с точки зрения науки. Искусство театральной игры понималось ими как «техника воплощения эмоций».Напротив, сторонники теоретического и феноменологического подходов к изучению театра (в первую очередь, психолог П. М. Якобсон) обращали внимание на ключевые понятия театроведения: «спектакль», «жест», «пьеса» — и возможности их научного анализа.

### Музыкальная секция
Председатель — Л. Л. Сабанеев
Представители данной секции изучали специальные вопросы музыкальной теории, собирали исторические материалы по русской средневековой музыке и библиографические материалы по новой русской музыке. В рамках исследований секции предпринимались первые попытки создания общей теории музыки в России (Г. Э. Конюс, Б. Л. Яворский, А. Ф. Лосев). Также в планах секции была публикация большой музыкальной энциклопедии.

### Секция пространственных искусств
Председатель — Б. Р. Виппер, позднее А. А. Сидоров
Секция объединила в себе изначально самостоятельные секции изобразительных искусств, архитектуры и скульптуры. После объединения каждым из этих направлений искусства занимались отдельные подсекции. Эта секция стала примером успешного синтеза искусств — принципа, положенного в основу ГАХН. В рамках данной секции изучались элементы изобразительного искусства, связи элементов и композиции произведения, а также основные категории искусствоведческого анализа: цвет, форма, содержание произведения искусства и др. Задача подсекции изобразительных искусств, кроме того, заключалась в подготовке и публикации словаря современной художественной терминологии, а также ряда классических сочинений по теории и философии искусства.
В архитектурной подсекции проводилась научно-исследовательская работа по изучению памятников архитектуры и рассмотрению актуальных проблем исторического архитектуроведения. Главные задачи скульптурной подсекции заключались в установлении технических и эстетических взаимоотношений скульптуры с другими пространственными видами искусства, осмыслении исторических связей русского и зарубежного пластического искусства. Эти подходы открыли новый взгляд на понятие пластики в театральном искусстве и искусствах движения в целом.

### Секция полиграфических искусств
Председатель — А. А. Сидоров
Основной объект изучения этой секции — книга. Секция занималась рассмотрением широкого спектра вопросов: от эволюции форм и стилей книг до вопросов библиологического порядка и социально-экономических предпосылок книжного дела.
Наряду с секциями в структуре ГАХН существовали также комиссии, которые более пристально исследовали отдельные вопросы. Деятельность этих комиссий также стала примером удачного синтеза искусств.
Наиболее активная деятельность разворачивалась в следующих комиссиях: 
1. Комиссия по изучению художественной промышленности (впоследствии подсекция секции декоративного искусства) занималась сбором информации о положении художественной промышленности в стране, а также выработкой мер по популяризации художественного производства в виде организации всероссийских выставок художественной промышленности.
2. Комиссия по исследованию художественной жизни в эпоху Октябрьской революции собирала материалы для изучения искусства революционного периода, охватывающие художественную политику Советской власти, деятельность профессиональных союзов, а также примеры революционного искусства. Деятельность комиссии включала также разработку мер, касающихся политики в сфере искусства.
3. Комиссия по крестьянскому вопросу (позднее переименована в подсекцию крестьянского и коллективного искусства), в центре внимания которой было крестьянское искусство.
При некоторых секциях создавались научно-производственные и показательные мастерские и лаборатории. Наиболее значимые из них:
- Мастерская при театральной секции, где большое внимание уделялось анализу отдельных элементов спектакля на уровне практики.
- Хореологическая лаборатория, специализировавшаяся на искусствах движения, — балете, танце, физической культуре и кинематографе[44]. В исследованиях лаборатории разрабатывались основы науки о движении (кинематологии) и искусства движения[45][46].
- Психофизическая лаборатория занималась изучением процессов эстетического восприятия, в том числе объективных и субъективных моментов восприятия, физиологии и индивидуальных различий эстетического представления[47].
- Кинокабинет (Кинокомиссия), деятельность которой была посвящена разработке основных понятий изучения кино как искусства и созданию первого музея кино[48].

Один из важных аспектов деятельности ГАХН — составление библиографического указателя по разным направлениям искусства. Эту задачу выполнял библиографический кабинет. Также в структуре ГАХН начала формироваться самостоятельная библиотека.
В рамках ГАХН проводились различные выставки. Их подготовка входила в научно-показательное направление деятельности академии.
На правах автономных организаций при академии существовали Институт художественной культуры в Москве, Институт декоративного искусства, Институт живого слова в Петрограде.
Даты открытия отделений и секций ГАХН
| Отделение/секция                 | Дата основания        |
| Физико-психологическое отделение | 21 июля 1921 г.       |
| Социологическое отделение        | 22 октября 1921 г.    |
| Философское отделение            | конец февраля 1922 г. |
| Литературная секция              | конец 1921 г.         |
| Театральная секция               | 1 января 1922 г.      |
| Музыкальная секция               | январь 1922 г.        |
| Секция полиграфических искусств  | март 1922 г.          |
| Секция пространственных искусств | 20 апреля 1923 г.     |

## Концепции искусствознания в ГАХН
В дискуссиях в Научно-художественной комиссии летом-осенью 1921 г. был определён первоначальный профиль ГАХН как институции, которой предстояло соединить координацию научных исследований в сфере искусства с организацией и презентацией художественной практики и культурно-политической экспертизой. В рамках такого соединения предполагалось создать новые формы коммуникации между художниками, учёными и экспертами, которые должны были прийти на смену традиционному разделению Академии наук и Академии художеств. В конечном счёте, речь шла о создании «художественной науки» нового типа, которое не только бы интегрировало в себе исследования искусства в рамках гуманитарных, естественных и социальных наук, но и установило бы связь теории искусства с художественным экспериментом.
Первоначально Академия мыслилась как соединение двух концепций. С одной стороны, предложенный В. Кандинским проект науки об искусстве; он предполагал изучение «элементов искусства» совместными усилиями представителей всех искусств и учёных, занимающихся «положительными науками», прежде всего естествознанием и психологией. Художник, встретивший противодействие со стороны конструктивистов, не смог реализовать свой проект в рамках созданного при его участии Института художественной культуры (ИНХУК). Согласно представлениям Кандинского, наука об искусстве есть часть художественного процесса, который со временем становится всё более сознательным. Очевидны романтико-символистские истоки этого, по сути своей утопического, проекта и его укорененность в теориях художников XIX в., как и он, апеллирующих к научному психологическому эксперименту. Однако в программе Кандинского была и другая, очень мощная составляющая: разработка вопроса о самостоятельных языках отдельных искусств и их взаимопонимании, а также создание терминологического аппарата науки об искусстве. Это создавало благоприятную почву для будущего сотрудничества художников-практиков с философами шпетовской школы в секциях ГАХН и в работе над «Словарём художественных наук». Что же касается основанного Кандинским Физико-психологического отделения, то после его отъезда в декабре 1921 г. оно стало заниматься чисто психологическими исследованиями, признавая необходимость науки об искусстве лишь как отрасли психологии восприятия и рассматривая психологический эксперимент в качестве основного метода получения знания об искусстве.
С другой стороны, A.B. Луначарский с самого начала стремился поставить художественные науки на социологическую основу, приставив к художникам и искусствоведам марксистов, среди которых центральную роль быстро стал играть П. С. Коган. Проект последнего представлял собой разновидность марксистской концепции искусствознания, стремящейся установить социологически и исторически определённую связь старого культурного наследия и новой революционной культуры, сделав эту связь основой для изучения и оценки искусства. В конце 1920-х гг. ГАХН стала одной из главных арен борьбы за монополию на определение генеральной линии марксизма в эстетике, в силу чего Социологическое отделение заняло господствующее положение в последние годы существования академии.
Начиная с 1922—1923 гг. всё большее значение в РАХН стали играть предложения Г. Шпета по разработке философских и методологических принципов искусствознания, использованные при организации Философского отделения ГАХН и сотрудничества всех искусствоведческих дисциплин, участвующих в работе Отделения. Представления Шпета о таком сотрудничестве отклонялись от остальных проектов именно в вопросе о возможности «синтеза» искусств и наук, каковой синтез Шпет резко критиковал как ложную романтическую утопию. Его предложения, положенные в основу при создании Философского отделения, подчёркивали, напротив, дифференциацию подходов науки и искусства и ставили задачу их взаимодействия, которая позволила бы избежать редукционизма «единой науки» об искусстве, психологического или социологического характера. В задачи философии искусства и художественных наук входил анализ эстетического предмета и форм сознания, в которых он раскрывается, а также определение основных эстетических понятий. Под руководством Шпета деятельность Академии была с середины 1920-х гг. сосредоточена на создании «Энциклопедии искусствоведения» (или «Словаря художественных терминов»).

## История ГАХН

### Предыстория и начало
Основными задачами Научно-художественной комиссии при Наркомпросе, которая действовала с 16 июня по 13 октября 1921 г., было исследование вопросов искусства и создание Академии художественных наук. Начиная со второй половины августа, на пленарных заседаниях читались и обсуждались доклады научного и организационного характера. Окончательно же положение об академии было утверждено 7 октября 1921 г. — это официальная дата начала деятельности академии. Организационный период в целом продлился по январь 1922 г..

### Работа над словарём художественных терминов
Кроме плановых заседаний и докладов, в отделениях и секциях академии велась работа над словарями. Главный из них, «Словарь художественной терминологии», создавался учёными Философского отделения совместно с Секцией пространственных искусств. В ходе подготовки словарь менял названия, обозначая переход исследователей от более глобальной энциклопедической задачи к более специальной задаче определения основных терминов искусствознания («Энциклопедия художественной терминологии», «Словарь эстетических и художественных терминов», «Словарь художественных терминов» и т. д.). В ноябре-декабре 1922 г. был утверждён план работы Философского отделения, предусматривающий составление «Словаря художественной терминологии».
26 июня 1923 г. состоялось организационное заседание Комиссии по подготовке материалов для словаря художественных терминов под председательством Г. Шпета. Задачей словарной Комиссии было определение новой, до настоящего времени не фиксированной художественной терминологии и точное дифференцирование дисциплин и понятий. Но поскольку задача требовала согласования подходов не только философов, но и представителей других наук и искусств (лингвистов, литературоведов, музыковедов, искусствоведов и др.), то было решено прояснить содержание и научное значение ключевых понятий искусствознания («художественная форма», «образ», «время» и др.). В силу этого работы непосредственно над словарём отошли на второй план. Работы над словарём (словарями) периодически возобновлялись, но каждый раз общий план и конфигурация подвергались изменениям.
В конце апреля 1929 г. Главлит потребовал внести изменение в название словаря и заменить редактора Г. Шпета. Сначала академия пыталась бороться с этим требованием, но уже через полгода после снятия Г. Шпета с поста вице-президента академии Комиссия потеряла редактора словаря, которому так и не нашли замену. Эти события происходили параллельно с «чисткой» академии.
В 1928/29 гг., незадолго до закрытия академии, был создан Комитет по изучению пропаганды и агитации, который предпринял новую попытку собрать Словарь терминов по агитации и пропаганде из состава уже готовых словарных статей для разных видов искусства. Для этого Комитет запросил у отделений и секций словники их словарей, чтобы выбрать подходящий материал, но работа так и не была окончена. В 2005 г. обнаруженные в фонде ГАХН в РГАЛИ и в частных фондах сотрудников ГАХН отдельные словарные статьи были изданы в виде "Словаря художественных терминов ГАХН" под редакцией И. М. Чубарова.

### Чистка и роспуск академии
Работа ГАХН на протяжении всего её существования подвергалась газетной критике, в частности, в статьях руководителя советской цензуры Лебедева-Полянского.
Антигахновская кампания достигла своего пика в 1929 г. Была создана комиссия, чтобы проверить работу академии «по линии подготовки аспирантуры». Эта комиссия была образована в марте 1929 года. Расценив работу ГАХН в области теории и социологии искусства как «не удовлетворяющую требованиям советского искусствоведения», комиссия рекомендовала включить академию в систему Российской ассоциации научно-исследовательских институтов общественных наук (РАНИОН), но сохранить при этом исходное название ГАХН и модифицировать руководящий состав. Замена руководства академии должна была гарантировать, что к её управлению будут привлечены люди, придерживающиеся марксистских взглядов.
Полная реорганизация академии началась после утверждения постановления Наркомпроса от 25 ноября 1929 г.. 6 января 1930 года был одобрен новый президиум ГАХН. На заседании 14 января 1930 года президиум утвердил устав, менявший структуру академии.
Бюрократические нововведения и меры по реорганизации на этом не завершились. После того, как ГАХН вошла в состав РАНИОН, она была разделена на две части и перестала быть самостоятельным институтом. Далее началась «марксизация» дореформенного состава ГАХН. Были закрыты периодические издания академии «Бюллетень ГАХН» и «Современная музыка». Только после этого в мае 1930 г. началась «чистка» академии, во время которой были уволены 24 работника.
Постановлением СНК РСФСР № 436 от 10 апреля 1931 г. ГАХН прекратила своё существование и вошла в состав Государственной академии искусствознания (ГАИС).

### Выставочная работа ГАХН
В 1920-е гг. искусство казалось партийным чиновникам наиболее доступным языком, с помощью которого можно было воспитать будущего советского человека. Одной из главных задач Наркомпроса становится вовлечение масс в процесс идеологического воспитания посредством искусства. ГАХН в своей выставочной деятельности стала одной из ключевых институций, осуществляющих важную для советского режима функцию художественного просвещения и воспитания населения, а также организации международной культурной политики.
I Всероссийская выставка художественной промышленности (1923 г.) стала для ГАХН одним из важнейших событий, оправдывающих назначение академии.
На художественную промышленность в то время возлагались большие надежды, поскольку казалось, что она меньше всего пострадала от революции и гражданской войны в отличие от тяжёлой промышленности. Вторая надежда властей была связана с пропагандой и демонстрацией тех народных творческих начинаний, которые бы могли наиболее ярко отразить «национальные особенности художественного производства». Эта выставка во многом стала и важнейшим катализатором для дискуссии о необходимости восстановления художественной промышленности. Итоги этой выставки повлекли за собой организацию множества последующих выставок, в частности Всероссийской сельскохозяйственной и кустарно-промышленной выставки (август-октябрь 1923 г.).
Выставка революционного искусства Запада (1926 г.) носила международный статус благодаря пёстрому составу участников из США и Европы, которые прониклись идеями Октябрьской революции. Впервые на этой выставке получили международную известность художники Эрнст Людвиг Кирхнер и Георг Гросс, а также фотограф Август Зандер.
Выставка искусства народов СССР (1927 г.) была посвящена 10-летию Октябрьской революции. За год до проведения выставки при ГАХН был создан Отдел по изучению искусства национальностей СССР. Любопытен план работы академии в изучении искусства национальностей, который заключался в исследовании:
1. Современного состояния искусства национальностей;
2. Традиций, под влиянием которых определилось творчество национальностей;
3. Этнических особенностей в их художественном выражении;
4. Социально-экономических условий, которые повлияли на развитие творчества национальностей в особенности в послереволюционную эпоху.[81]

Выставка должна была продемонстрировать кустарное творчество, национальную литературу и изобразительное искусство народов СССР. К тому моменту сформировался устойчивый миф о стране, в которой главными культурными столицами являются Москва и Ленинград, а вся остальная территория по большей части представляет собой пустыню.
Всего ГАХН удалось организовать 191 выставку на территории СССР в период 1923—1929 гг.
XIV Международная выставка искусств в Венеции (май-октябрь 1924 г.) — первая зарубежная выставка, организованная ГАХН. Наиболее известной международной выставкой, проведённой ГАХН, стало создание советского павильона на Международной выставке декоративного искусства и художественной промышленности  в Париже в 1925 г. К организации советской экспозиции на выставке были приглашены представители авангарда: К. С. Мельников, Д. П. Штеренберг , А. Л. Поляков, А. Н. Дурново, А. М. Родченко и др. Каталог выставки были подготовлен членами Декоративной секции ГАХН.

## Известные сотрудники
- Адарюков, Владимир Яковлевич
- Алпатов, Михаил Владимирович
- Аркин, Давид Ефимович
- Бакушинский, Анатолий Васильевич
- Бердяев, Николай Александрович
- Блаватский, Владимир Дмитриевич
- Благой, Дмитрий Дмитриевич
- Болтянский, Григорий Моисеевич
- Брунов, Николай Иванович
- Брюсов, Валерий Яковлевич
- Виппер, Борис Робертович
- Габричевский, Александр Георгиевич
- Гершензон, Михаил Осипович
- Горнунг, Борис Владимирович
- Горнунг, Лев Владимирович
- Грифцов, Борис Александрович
- Гроссман, Леонид Петрович
- Губер, Андрей Александрович
- Гуревич, Любовь Яковлевна
- Дарский, Дмитрий Сергеевич
- Домогацкий, Владимир Николаевич
- Дурылин, Сергей Николаевич
- Жинкин, Николай Иванович
- Жолтовский, Иван Владиславович
- Згура, Владимир Васильевич
- Зивельчинская, Лия Яковлевна
- Зубов, Василий Павлович
- Иванов, Вячеслав Иванович
- Иванов-Борецкий, Михаил Владимирович
- Каган, Матвей Исаевич
- Кандинский, Василий Васильевич
- Карпов, Павел Иванович
- Качалов, Василий Иванович
- Кашин, Николай Павлович
- Коган, Пётр Семёнович
- Кондратьев, Аким Илпатьевич
- Конёнков, Сергей Тимофеевич
- Конюс, Георгий Эдуардович
- Котляревский, Сергей Андреевич
- Кравков, Сергей Васильевич
- Лабунская, Галина Викторовна
- Лазарев, Виктор Никитич
- Ламанова, Надежда Петровна
- Ларионов, Александр Илларионович
- Лосев, Алексей Фёдорович
- Луначарский, Анатолий Васильевич
- Лямин, Николай Николаевич
- Марков, Павел Александрович
- Маца, Иван Людвигович
- Мориц, Владимир Эмильевич
- Морозов, Михаил Владимирович
- Недович, Дмитрий Саввич
- Нейгауз, Генрих Густавович
- Некрасов, Алексей Иванович
- Никольский, Виктор Александрович
- Новицкий, Павел Иванович
- Охитович, Сергей Александрович
- Переверзев, Валерьян Фёдорович
- Петровский, Михаил Александрович
- Петровский, Фёдор Александрович
- Пиксанов, Николай Кирьякович
- Попов, Павел Сергеевич
- Райнов, Тимофей Иванович
- Рогачевский, Василий Львович
- Сакулин, Павел Никитич
- Сидоров, Алексей Алексеевич
- Степун, Фёдор Августович
- Тарабукин, Николай Михайлович
- Тугендхольд, Яков Александрович
- Фаворский, Владимир Андреевич
- Фалилеев, Вадим Дмитриевич
- Фальк, Роберт Рафаилович
- Фохт, Борис Александрович
- Франк, Семён Людвигович
- Фриче, Владимир Максимович
- Цирес, Алексей Германович
- Челпанов, Георгий Иванович
- Шапошников, Борис Валентинович
- Шенгели, Георгий Аркадьевич
- Шервинский, Сергей Васильевич
- Шор, Евсей Давидович
- Шор, Розалия Иосифовна
- Шпет, Густав Густавович
- Экземплярский, Владимир Михайлович
- Эфрос, Николай Ефимович
- Юон, Константин Фёдорович
- Яворская, Нина Викторовна
- Ярхо, Борис Исаакович